# Cynthia Mascitto
Cynthia Mascitto (Montréal, 4 ottobre 1992) è una pattinatrice di short track italiana.

## Biografia
Ha rappresentato l'Italia ai Giochi olimpici invernali di Pyeongchang 2018 gareggiando nel concorso dei 1.000 metri.
Insieme a Nicole Botter Gomez, Arianna Fontana, e a Martina Valcepina ha vinto la medaglia d'argento nella staffetta 3000 m agli europei di Debrecen 2020.

## Palmarès

### Mondiali
- 1 medaglia:
  - 1 bronzo (staffetta 3000 m a Dordrecht 2021).

### Europei
- 2 medaglie:
  - 1 argento (staffetta 3000 m a Debrecen 2020).
  - 1 bronzo (staffetta 3000 m a Danzica 2021).